# Орден Цветов павловнии
Орден Цветов павловнии с большой лентой (яп. 桐花大綬章 то:кадайдзюсё) был учреждён императорским указом № 1 от 4 января 1888 года, как высшая степень ордена Восходящего солнца. С 2003 года является отдельной наградой.

## Описание

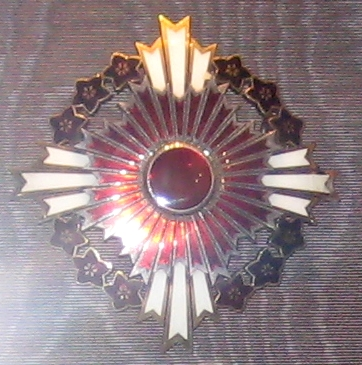
Звезда ордена

Знак ордена представляет собой изображение восходящего солнца, с исходящими от него лучами, обрамлённого цветами павловнии. В центре расположен красный эмалевый кабошон, окруженный серебряными двойными лучами, также покрытыми красной эмалью. Эта композиция наложена на образующие крест группы лучей, каждая из которых состоит из трех позолоченных двойных узких лучей, покрытых белой эмалью. Между лучами расположены по три позолоченных и покрытых фиолетовой эмалью цветка павловнии. Подвеска знака также выполнена в виде цветка павловнии. На обороте подвески 4 иероглифа, означающих «Орден за заслуги».
Звезда ордена аналогична знаку ордена, но не имеет подвески. Носится на ленте через плечо, из муарового шелка красного цвета, с белыми полосами, отступающими от каждого из её краев.

## Статут
Орденом Цветов павловнии награждаются выдающиеся государственные деятели, премьер-министры, министры, дипломаты и судьи. Возможно и посмертное награждение. В мае 1960 года орден получил генерал Дуглас Макартур, верховный главнокомандующий американскими войсками. В Смитсонианском институте в Вашингтоне находится знак ордена, принадлежавший генералу Першингу, командующему экспедиционными силами США в Европе в Первую мировую войну. Также орденом был награждён командующий экспедиционными войсками во Франции и Фландрии британский фельдмаршал Дуглас Хейг. С 2003 года орденом было награждено только 17 человек: 14 японцев (2 посмертно) и два гражданина США, а также Ли Куан Ю (посмертно, в 2015 году)